# Slammiversary XI
Slammiversary XI fue un pago por visión producido por Total Nonstop Action Wrestling. Tuvo lugar el 2 de junio de 2013 en el Agganis Arena en Boston, Massachusetts. Fue el noveno en la cronología de Slammiversary y tercer pago por visión de TNA en el 2013.

## Antecedentes
Durante el Lockdown Fanfest la presidenta de TNA Dixie Carter anunció que Slammiversary XI tendría lugar en el Agganis Arena en Boston, Massachusetts el 2 de junio de 2013. En conferencia de prensa Carter dijo: "Slammiversary es nuestro más grande evento del verano , estamos emocionados por traerlo a Boston por primera vez. Los boletos del eventos salieron a la venta el 29 de marzo de 2013. El Slammiversary Fan Interaction le dará la oportunidad a los fanáticos de acercarse con sus estrellas favoritas, fotografías , autógrafos y conversaciones el 1 de junio de 2013, un día antes del evento.

## Resultados
- Chris Sabin derrotó a Kenny King y Suicide en un Ultimate X Match ganando el Campeonato de la División X de la TNA.
  - Sabin ganó al descolgar el cinturón.
- Samoa Joe, Magnus & Jeff Hardy derrotaron a Aces & Eights (Mr. Anderson, Garett Bischoff & Wes Brisco).
  - Hardy cubrió a Brisco después de un "Swanton Bomb".
- Jay Bradley derrotó a Sam Shaw.
  - Bradley cubrió a Shaw después un "Boom Stick".
  - Como resultado, Bradley entró al Bound For Glory Series.
- Devon (con Knux) derrotó a Joseph Park por cuenta de fuera, reteniendo el Campeonato Televisivo de la TNA.
  - Park fue descalificado cuando no se presentó a la cuenta de 10 en el ring.
- Abyss derrotó a Devon (con Knux) ganando el Campeonato Televisivo de la TNA.
  - Abyss cubrió a Devon después de un "Black Hole Slam".
- James Storm & Gunner derrotaron a Bad Influence (Christopher Daniels & Kazarian), Austin Aries & Bobby Roode y Hernandez & Chavo Guerrero en un Fatal Four way Tag Team Elimination Match ganando el Campeonato Mundial en Parejas de TNA.
  - Bad Influence fue descalificado después de que Daniels golpeara a Chavo con el título.
  - Chavo & Hernandez fueron eliminados después de que Aries cubriera a Guerrero tras haber sido golpeado con el título por Daniels.
  - Gunner forzó a rendirse a Aries con un "Torture Rack".
- Taryn Terrell derrotó a Gail Kim en un Last Knockout Standing Match.
  - Kim no se levantó a la cuenta de 10 luego de un "Ace Crusher" de Terrell desde la rampa sobre el piso.
- Kurt Angle derrotó a A.J. Styles.
  - Angle cubrió a Styles con un "Roll Up".
- Bully Ray derrotó a Sting en un No Holds Barred Match reteniendo el Campeonato Mundial de Peso Pesado de la TNA.
  - Ray cubrió a Sting tras golpearlo con un martillo.
  - Durante la lucha Aces & Eights interfirieron a favor de Ray.
  - Como resultado Sting no podrá competir por el título otra vez.